# 요르문간드

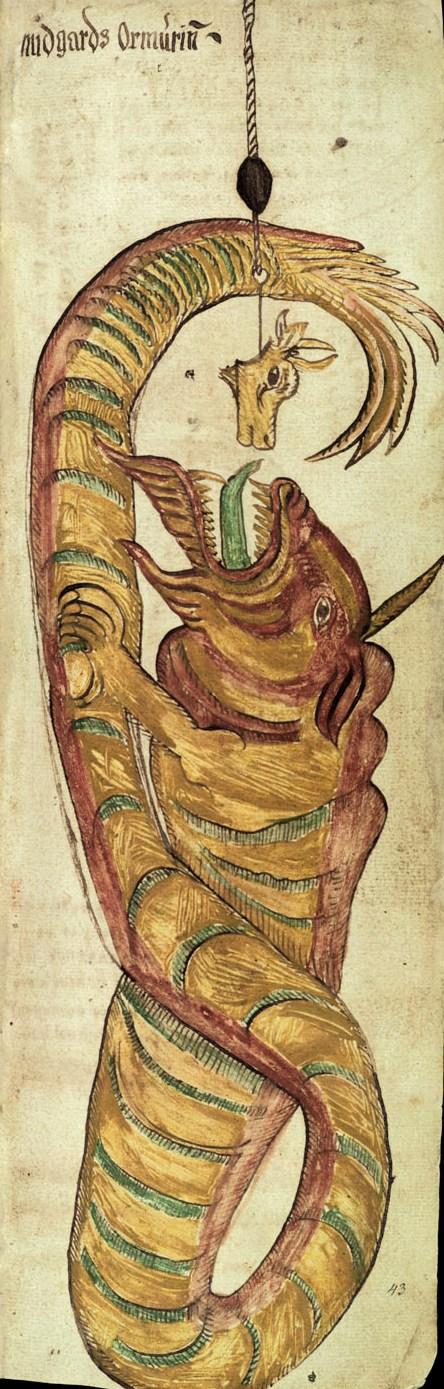
토르의 요르문간드 낚시. 소머리 미끼를 요르문간드가 물려고 한다.

요르문간드(고대 노르드어: Jǫrmungandr [ˈjɔrmuŋɡandr]), 또는 미드가르드오름(고대 노르드어: Midgarðsormr→미드가르드 뱀, 세계 뱀)은 북유럽 신화에 등장하는 큰 바다뱀으로, 여자 요툰 앙그르보다와 신 로키 사이에서 태어났다. 《신 에다》(Prose Edda)에 따르면, 오딘이 로키와 앙그르 바다에 떨어진 요르문간드는 너무 크게 자라서 세상을 한 바퀴 돌고 자기 꼬리를 물 정도였다. 그렇기 때문에 요르문간드는 미드가르드오름, 또는 세계 뱀이라는 별명을 갖게 되었다. 요르문간드가 자기 꼬리를 놓으면, 세상이 멸망한다. 요르문간드의 맞수는 뇌신 토르이다.

## 신화 원전
요르문간드가 등장하는 주요 문헌은 《신 에다》(Prose Edda), 스칼드 시 〈후의 송가〉(Húsdrápa), 그리고 《고 에다》(Poetic Edda)의 〈휘미르의 서사시〉(Hymiskviða) 및 〈무녀의 예언〉(Völuspá)이 있다. 그 외 중요도가 떨어지는 다른 스칼드 시에도 요르문간드의 케닝(kennings)이 등장한다. 예컨대 〈토르의 송가〉(Þórsdrápa)에는 로키를 ‘바닷속 줄기의 아버지’(faðir lögseims)라는 케닝으로 부르고 있다. 또한 고대의 회화석비에도 토르가 요르문간드를 낚아올린 신화를 묘사한 그림이 그려져 있다.

## 관련 이야기

### 고양이 들어올리기

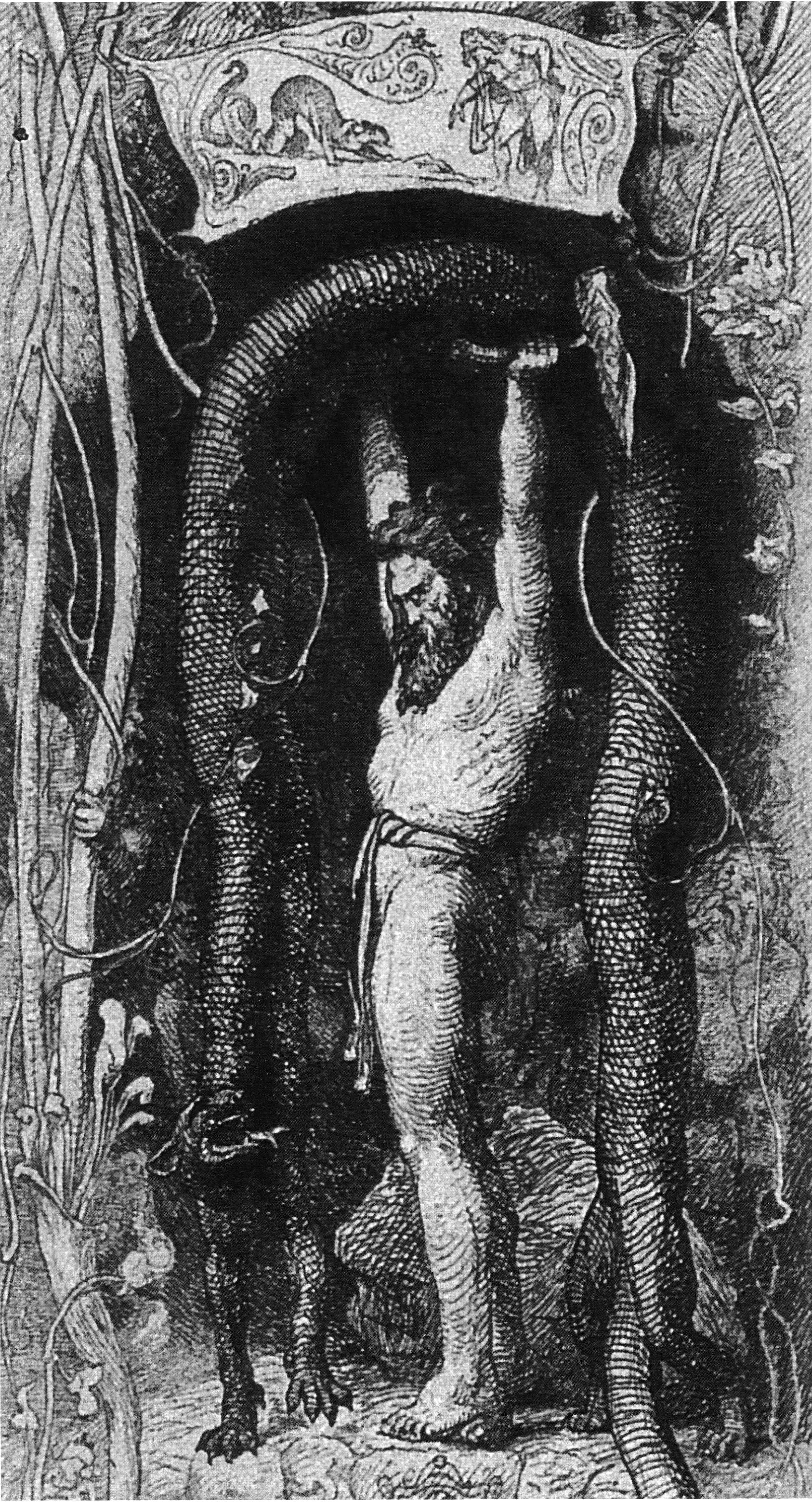

요툰족의 마법왕 우트가르다로키(Útgarða-Loki)가 토르의 힘을 시험해 보겠다면서 커다란 고양이를 들어 보라고 했다. 이 고양이는 사실 우트가르다로키가 마법으로 둔갑시킨 요르문간드였다. 토르는 무지막지하게 거대한 요르문간드를 들어올릴 수 없었지만, 간신히 고양이의 다리 한 개가 땅에서 떨어지게 만들었다. 우트가르다로키는 자신의 속임수를 설명해 준 뒤, 고양이의 다리 하나라도 들어올린 토르의 힘이 대단하다고 말했다.

### 토르의 낚시 여행

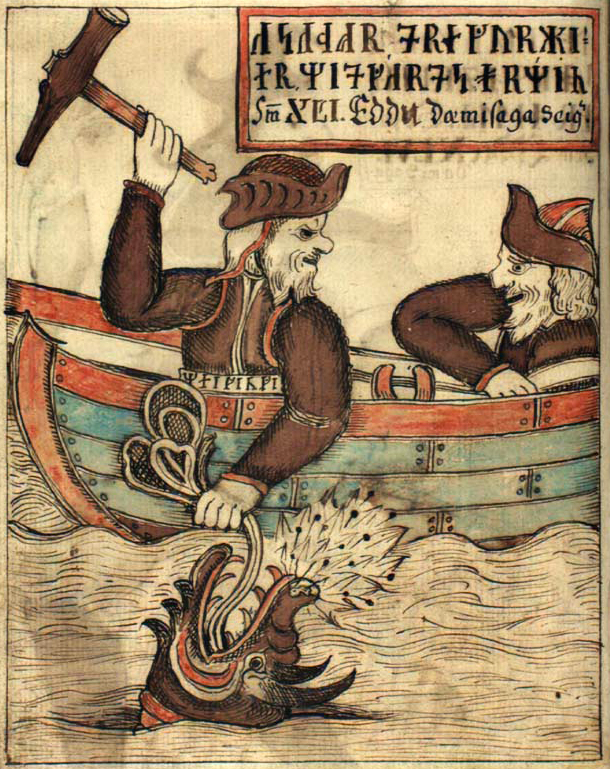
18세기 아이슬란드의 필사본에 등장한 토르의 낚시. 망치를 들어올린 토르와 겁에 질려 쭈그리고 있는 휘미르가 보인다.

그 다음번에 토르와 요르문간드가 만난 것은 토르가 티르의 아버지 휘미르와 함께 낚시를 나갔을 때 일이다. 휘미르가 낚시미끼를 제공하기를 거부하자 토르는 휘미르의 황소 중 가장 큰 놈의 대가리를 잡아뜯어 미끼로 썼다. 둘은 휘미르가 광어를 잡으러 자주 나가는 낚시 목으로 가서 고래를 두 마리 낚아올렸다. 그러나 토르는 싫다고 하는 휘미르에게 계속 먼 바다로 나갈 것을 요구했다.
토르는 튼튼한 줄과 거대한 갈고리를 준비해 소대가리를 미끼로 걸었다. 요르문간드가 미끼를 물자 토르는 거대한 뱀을 물 밖으로 끌어냈다. 요르문간드와 토르가 서로 대면하자 요르문간드는 아가리에서 독과 피를 질질 흘렸다. 토르가 자신의 망치를 들어 뱀을 죽이려는 순간, 공포로 하얗게 질린 휘미르가 낚싯줄을 끊어 버렸다. 거대한 뱀은 파도 사이로 가라앉아 사라졌다.
이 토르의 요르문간드 낚시는 노르만 예술에 상당히 유명한 모티프가 되었다. 알투나 룬 석비, 아르드레 회화석비, 회르둠 석, 고스포르트 십자가 등 네 개의 회화석비에서 이 신화를 묘사한 그림이 발견되었다. 고스포르트의 두 번째 십자가의 일부분으로 보이는 석판에도 황소 대가리를 이용한 낚시 장면이 새겨져 있다. 이 중에서도 아르드레 8번석이 가장 흥미로운데, 황소가 서 있는 집 안으롤 들어가는 남자가 새겨져 있고 다음 장면에서는 고기잡이 작살을 준비하는 남자 두 명이 새겨져 있다. 이 돌에 새겨진 그림은 8세기 또는 9세기경에 만들어진 것이다. 만약 이 그림이 토르의 요르문간드 낚시 신화를 묘사한 것이 확실하다면, 스노리의 《신 에다》가 편찬된 1220년경까지 약 500 여년 동안 신화의 줄거리가 거의 변하지 않았다는 증거가 된다.

### 마지막 전투
요르문간드와 토르가 마지막으로 만나는 것은 최후의 전투 라그나로크 때라고 예언된다. 이 때가 되면 요르문간드는 바다에서 기어나와 바다와 하늘에 독을 퍼뜨리고 다닐 것이다. 토르는 요르문간드를 죽이지만, 그 자신도 뱀의 독에 중독되어 아홉 걸음을 걸은 뒤 쓰러져 죽게 된다.

## 같이 보기
- 아펩
- 드래건
- 레비아탄
- 니드호그
- 북유럽 신화의 드래곤
- 우로보로스
- 튀폰
- 브리트라
- 바다 괴물
- 극장판 신비아파트: 하늘도깨비 대 요르문간드

## 참고 자료
- Christopher R. Fee; David A. Leeming (2001). 《Gods, Heroes, & Kings: The Battle for Mythic Britain》. Oxford University Press. 36쪽. ISBN 0-19-513479-6.
- Preben M. Sørensen; Williams, Kirsten (transl.) (2002). 〈Þorr's Fishing Expedition (Hymiskviða)〉.   Paul Acker; Carolyne Larrington. 《The Poetic Edda: Essays on Old Norse Mythology》. Routledge. 119–138쪽. ISBN 0-8153-1660-7.
- Snorri Sturluson; Arthur Gilchrist Brodeur (transl.) (1916). 《Prose Edda》 [신에다]. The American-Scandinavian Foundation.